# Sanny Åslund
John Sanny Åslund (* 29. August 1952 in Torsby) ist ein ehemaliger schwedischer Fußballspieler und späterer -trainer und -manager. Åslund spielte von 1971 bis 1973 auch als Eishockeyspieler bei KB Karlskoga in der höchsten schwedischen Spielklasse.
Nach seiner Karriere als Trainer wurde er Marketingdirektor beim norwegischen Ölkonzern Statoil. 2000 wurde er Direktor des schwedischen Traditionsvereins AIK Solna aus der Stockholmer Zwillingsstadt. Geplant war der Aufbau einer Mannschaft, die international konkurrenzfähig sein sollte. Nach dem Abstieg aus der ersten schwedischen Liga Allsvenskan und Drohungen aus dem eigenen Fanlager verließ Åslund 2004 den Klub. 
In der schwedischen Nationalmannschaft brachte es Sanny Åslund auf nur fünf Einsätze, da er häufig verletzt war und kaum eine Saison durchspielte. Sanny Åslunds Bruder Anders Åslund spielte ebenfalls beim AIK. Auch sein Sohn Martin Åslund spielte für den Klub und wurde Nationalspieler.

## Trivia
1988 sorgte Åslund als Trainer mit dem Transfer des fast 38-jährigen deutschen Torhüters Dieter Burdenski zu AIK Solna für einen schwedischen Ligarekord. Burdenski, den Åslund aus seiner Zeit bei Werder Bremen kannte, wurde mit seinem Einsatz gegen Hammarby IF (Endstand 0:0) zum ältesten Erstliga-Debütanten aller Zeiten.